# Donald E. Brownlee
Donald Eugene Brownlee ( Las Vegas, 21 de dezembro de 1943) é um professor de astronomia na Universidade de Washington em Seattle e pesquisador da NASA na missão da Sonda espacial Stardust.
Seus principais interesses de pesquisa  incluem a astrobiologia, cometas e poeira cósmica.

## Homenagens
Em 1991, o asteroide 3259 foi designado com o nome Brownlee em homenagem a Donald Brownlee. Também a Associação Mineralógica Internacional designou um novo mineral com o nome dele.